# Roger-Vincent Calatayud
Pour les articles homonymes, voir Calatayud (homonymie).
Roger-Vincent Calatayud (né le 8 mars 1954 à Tlemcen en Algérie) est un avocat français.

## Biographie
Après des études au lycée Théophile-Gautier de Tarbes et à la faculté de droit de Toulouse, il est depuis 1978 avocat au barreau de Tarbes dont il a été le bâtonnier en 1995-1996. Son cabinet, créé en 1978, bien structuré, est implanté à Tarbes, dans le grand sud-ouest et en France, ainsi qu'à l'étranger par un réseau de partenaires. Il gère des situations et des dossiers dans des domaines très variés: droit de la famille et des enfants, droit des entreprises et bancaire, droit du travail, du sport, pénal et commercial. Il est très actif dans la défense et la protection des victimes. Il accueille tant les personnes individuelles que les entreprises ou les associations. 
Engagé très jeune dans le combat en faveur des droits de l'homme et des principes démocratiques, il a participé à de très nombreuses missions pour le compte des Nations unies, de l'Union européenne et du Conseil de l'Europe. Il appartient également à plusieurs organisations non gouvernementales dans ces domaines. Ses activités bénévoles l'ont conduit à défendre des causes devant des juridictions étrangères : Tchad, Djibouti, Cameroun, Turquie, Tunisie, etc. Il faisait partie de la première mission exploratoire internationale sur le génocide du Rwanda en 1994 qui a conduit à la mise en place du Tribunal pénal international à Arusha (Tanzanie) et à la création de juridictions populaires coutumières internes dites " Gachacha".
Il est intervenu en 1998 dans le cadre de la célébration du 50e anniversaire de la Déclaration universelle des droits de l'homme à Strasbourg sous la présidence de Robert Badinter ; il a participé à la Conférence sur les droits de l'homme qui s'est tenue à Vienne en 1993 avec Stéphane Hessel; il a été nommé par la garde des sceaux Marylise Lebranchu membre du Conseil d'orientation stratégique sur la loi pénitentiaire et a été observateur accrédité à la Conférence de Rome sur la Cour pénale internationale en 1998...
Il a enseigné le droit international à l'université de Toulouse et de Pau.
Il a été membre de la Commission nationale consultative des droits de l'homme de la République française (2002-2008), membre fondateur du Forum de Lisbonne, membre d'honneur de la Fédération nationale des unions de jeunes avocats de France et de l'Association des jeunes avocats arabes. Il est membre de l'Académie de Législation, lieutenant-colonel dans la réserve citoyenne et auditeur de l'Institut des hautes études de défense nationale. Il a été président de la commission des droits de l'homme du Conseil national des barreaux. Il enseigne et donne des conférences à l'UTL-TB dans le domaine "Droit, histoire et société".
Il est maire-adjoint de Tarbes depuis 2001 chargé de la sécurité et des relations extérieures. Il a été renouvelé dans ses fonctions dans le cadre du 4e mandat municipal sur la liste de Gérard Trémège à la suite des élections du 28 juin 2020. Renouvelé dans ses fonctions de membre du bureau de la Communauté d'agglomération Tarbes-Lourdes-Pyrénées le 15 juillet 2020. Il préside le Conseil intercommunal de sécurité et de prévention de la délinquance.
Il est chevalier de la Légion d'honneur, officier de l'ordre national du Mérite, officier de l'Ordre des Palmes académiques et Commandeur de l'ordre royal du mérite civil espagnol.

## Publications
- Histoire des Avocats de Bigorre et des Hautes-Pyrénées
- Droit d’ingérence judiciaire et souveraineté nationale
- Vers la création d’une Cour pénale internationale
- La Commission Africaine des Droits de l’Homme et des Peuples: un instrument de paix et de réconciliation
- Victor Schœlcher : un artisan de la liberté au service de l’humanité
- Théophile Delcassé: un enseignant tarbais au service de la France
- Bertrand Barère : un avocat tarbais au procès de Louis XVI
- Saint Vincent de Paul: sous diacre et diacre de la Cathédrale de Tarbes
- La Cour pénale internationale : compétence et attributions
- Les juridictions pénales internationales
- Le barreau pénal international
- La guerre et les droits de l’homme
- Universalité des droits l’homme après le 11 septembre 2001
- Les politiques publiques interministérielles d'aide aux victimes, Le rôle et la place de l'avocat dans le cadre de la mise en œuvre des politiques publiques d'aide aux victimes
- Mémoire de Tarbes
- Le centenaire de l'hôtel de ville
- Petit lexique amoureux de Tarbes (ISBN 92-871-5216-0)
- Mon chemin, entretien avec Gérard Trémège et Jean-François Soulet